# Покровська сільська рада (Очаківський район)
Покро́вська сільська́ ра́да — колишній орган місцевого самоврядування в Очаківському районі Миколаївської області. Адміністративний центр — село Покровка.

## Загальні відомості
- Населення ради: 788 осіб (станом на 2001 рік)

## Населені пункти
Сільській раді були підпорядковані населені пункти :
- с. Покровка
- с. Василівка
- с. Покровське

## Склад ради
Рада складається з 14 депутатів та голови.
- Голова ради: Агафонов Григорій Михайлович
- Секретар ради: Томилко Василь Анатолійович

### Керівний склад попередніх скликань
| ПІБ                          | Основні відомості                                                         | Дата обрання | Дата звільнення |
| ---------------------------- | ------------------------------------------------------------------------- | ------------ | --------------- |
| Агафонов Григорій Михайлович | Сільський голова, 1956 року народження, освіта вища, член Народної партії | 26.03.2006   | 31.10.2010      |
| Агафонов Григорій Михайлович | Сільський голова, 1956 року народження, освіта вища, член Партії регіонів | 31.10.2010   | 2015            |

Примітка: таблиця складена за даними сайту Верховної Ради України